# 雷輪
雷輪（1738年—1801年），字紹堂，又字任遠、美哉，四川井研人，祖籍湖北麻城，清朝政治人物，進士出身。
翰林院侍讀雷畅侄孫。乾隆三十四年（1769年）登己丑科進士，選庶吉士，散館授編修。乾隆四十六年（1781年）以給事中之差至台灣擔任巡視台灣監察御史，他與同期赴任的滿人塞岱為最後一任巡臺御史。官至江西吉南贛道。